# Mastyks grysowy SMA
Mastyks grysowy SMA (stone mastic asphalt) – mieszanka mineralno-asfaltowa o dużej zawartości grysów, zawierająca stabilizator mastyksu, charakteryzująca się szczelnością, odpornością na działanie czynników atmosferycznych oraz deformacji lepkoplastycznych. Wykorzystywana w nawierzchniach drogowych głównie jako warstwa ścieralna, niekiedy też warstwa wiążąca. SMA może być stosowana dla wszystkich kategorii ruchu (od KR1 do KR7). 
| Składnik               | Zawartość                       |
| ---------------------- | ------------------------------- |
| Grysy                  | 60-80%                          |
| Lepiszcze              | 6-8%                            |
| Wypełniacz             | 8-12%                           |
| Frakcje piaskowe       | 1-2%                            |
| Stabilizator włóknisty | 0,2-1,5%                        |
| Dodatek adhezyjny      | 0,2-0,9% (w stos. do lepiszcza) |